# Lac Cameron (Alberta)
Pour les articles homonymes, voir Cameron et lac Cameron.
Le lac Cameron (anglais : Cameron Lake) est un lac situé au sud-ouest de l'Alberta, sur la frontière canado-américaine.  Il est situé à la fois dans les parcs nationaux Glacier et des Lacs-Waterton.  
Le lac a été nommé en l'honneur de capitaine Donald Roderick Cameron (1834-1921) le commissiaire britannique nommé par John A. MacDonald pour borner la frontière canado-américaine entre le lac des Bois et les Rocheuses.